# FREEDOM (globeの曲)
「FREEDOM」（フリーダム）は、globeの5枚目のシングル。1996年3月27日にavex globeから発売された。

## 背景
当時の日本記録売上を樹立した1作目のアルバム『globe』の先行シングルとして発売された。
KDD（現・KDDI）CMソングに起用された。

## 制作
何のイメージも描かずに0から制作した曲で、ピアノに触ったら一瞬で何かに導かれるように全てのフレーズが浮かんだ。しかし、バックトラックの音のピッチのずれの修正に3日かけた。途中でプログラマーが「この仕事を10年やってますけど、どこがどう違うのかわかりません!」と匙を投げそうになった。
ダンスミュージック調の案もあったが、ロック調のアレンジを施した。
「『どんなコード進行を使っているのか?』『どんなメロディーラインなのか?』『どういう内容の歌詞なのか?』という一度聴いただけではわからない、だけど気持ち良い」という世間に受け入れられ始めていた自覚的に使用している小室の制作スタイルを最大限に活用し、「王道中の王道」「一行毎に様々な意味を込めている」と語っている。
マーク・パンサーが担当したラップ詞は小室から「メチャクチャ甘い感じのする一人称で」「日本語も混ぜてね」と注文された。事前に部屋で必死に書いた詩は「内容が重い」と没になり、その後スタジオの合宿で一気に書いたほうが採用され、後に「『よくあんな日本語が書けたな』と自分でも感動してしまった」と語っている。これは雰囲気の堅い詞は小室が書くことでバランスをとることにより、典型的なプロテストソングになることを防ぐ狙いがあった。
2015年にセルフリプロダクト・アルバム『Remode 1』を制作するにあたって、小室は「当時の『FREEDOM』は歌詞も社会性のある内容で、マイナーコードなので今聞くとちょっと重た過ぎるような感覚もあった」と述べている。

## 収録曲
| 全作詞: 小室哲哉・MARC、全作曲・編曲: 小室哲哉。 |                            |                  |            |      |
| #                                                | タイトル                   | 作詞             | 作曲・編曲 | 時間 |
| 1.                                               | 「FREEDOM (RADIO EDIT)」   | 小室哲哉 ・ MARC | 小室哲哉   | 4:45 |
| 2.                                               | 「FREEDOM (EXTENDED MIX)」 | 小室哲哉 ・ MARC | 小室哲哉   | 6:51 |
| 3.                                               | 「FREEDOM (TV MIX)」       | 小室哲哉 ・ MARC | 小室哲哉   | 4:43 |
| 合計時間:                                        | 合計時間:                  | 16:19            |            |      |

クレジット
- Produced : 小室哲哉
- Mixed : Dave Ford

## 楽曲の収録アルバム
FREEDOM
- globe（アルバムバージョン）
- CRUISE RECORD 1995-2000
- globe decade -single history 1995-2004-
- 15YEARS -BEST HIT SELECTION-（アルバムバージョン）
- #globe20th -SPECIAL COVER BEST-（COVER+BEST盤のみ短縮バージョンを収録）

## カバー
- Da-iCE - V.A.『#globe20th -SPECIAL COVER BEST-』（2015年12月16日）に収録[6]。